# Эдинбургское соглашение
Эдинбургское соглашение (англ. Edinburgh Agreement), полное название: Соглашение между правительством Соединённого королевства и правительством Шотландии о референдуме по вопросу о независимости Шотландии (англ. Agreement between the United Kingdom Government and the Scottish Government on a referendum on independence for Scotland) — это соглашение между правительством Шотландии и правительством Соединенного Королевства, подписанное 15 октября 2012 года в Сент-Эндрюс-хаус (Эдинбург) об условиях проведения референдума о независимости Шотландии в 2014 году.
Оба правительства достигли согласия в том, что референдум должен:
- иметь четкую правовую базу;
- быть законодательно оформлен парламентом Шотландии;
- быть проведен так, чтобы завоевать доверие парламентов, правительства и народа;
- обеспечить справедливую проверку и решительное выражение мнений жителей Шотландии, а также результат, который все будут уважать.

Правительства согласились принять Королевский указ в совете в соответствии с разделом 30 Акта о Шотландии 1998 года, который позволял провести референдум о независимости Шотландии до конца 2014 года. Столь жесткие временные рамки были установлены в надежде на то, что шотландский парламент не успеет законодательно оформить проведение референдум и урегулировать все относящиеся к нему формальные вопросы:
- дата проведения референдума;
- порядок проведения голосования;
- формулировка вопроса, который будет задан избирателям;
- правила финансирования избирательной кампании;
- различные другие правила проведения референдума.

В соглашении оба правительства условились, что референдум должен проводиться под наблюдением беспристрастной избирательной комиссии. Комиссия будет комментировать формулировку вопроса, регистрировать агитаторов, назначать ведущих агитаторов, регулировать расходы и финансы кампании, предоставлять гранты агитационным организациям, создавать руководящие принципы для участников референдума, отчитываться о процессе референдума, проводить опрос и объявлять результаты.
Соглашение подписали Дэвид Кэмерон, премьер-министр Великобритании, Майкл Мур, министр по делам Шотландии, Алекс Салмонд, первый министр Шотландии, и Никола Стерджен, заместитель первого министра.